# ناتکا گلچوا
ناتکا گلچوا (بلغاری: Надка Голчева؛ زادهٔ ۱۲ مارس ۱۹۵۲) بازیکن بسکتبال اهل بلغارستان است. وی در مسابقات کشوری و بین‌المللی در مجموع برندهٔ ۳ مدال طلا، ۳ مدال نقره، ۲ مدال برنز شده‌است.